# Cilindree

Cu culoarea portocalie este marcată cilindreea unui motor cu ardere internă.

Cilindreea unitară (pe scurt: cilindreea) este volumul generat prin deplasarea pistonului în timpul unei curse.
La mașinile de forță, cu pistoane care se deplasează rectiliniu alternativ în spații cu secțiune circulară („cilindrii”) (cvasitotalitatea motoarelor cu ardere internă actuale), ea este volumul unui cilindru, a cărui bază este secțiunea acestui cilindru, A, având diametrul D (alezajul), iar înălțimea este  distanța parcursă între cele două puncte între care circulă pistonul (cursa, S) – distanța dintre punctul mort inferior (PMI) și punctul mort superior (PMS).
{\displaystyle A=\pi {\frac {D^{2}}{4}}}
{\displaystyle V_{s}=A\cdot S}
Cilindreea totală a unui motor, este suma cilindreelor tuturor cilindrilor. Dacă aceștia sunt egali (nu e obligatoriu, dar e uzual), cilindreea totală se poate calcula cu relația:
{\displaystyle V_{t}=V_{s}\cdot i}
unde i este numărul de cilindri.
În funcție de cursa pistonului S, dacă ea este egală cu alezajul D, în jargon se spune despre motor că este pătrat, iar dacă este mai scurtă decât alezajul, că motorul este superpătrat. În limba română nu există un termen încetățenit pentru cazul când cursa este mai mare ca alezajul, caz considerat „normal”. Deoarece raportul dintre cursă și alezaj nu intervine nicăieri în relațiile de calcul ale motoarelor, iar proprietățile motoarelor variază continuu cu raportul S/D și nu există vreo discontinuitate în cazul „motoarelor pătrate”, noțiunea nu are rost și nu este folosită în lucrările academice. În general, scăderea raportului S/D permite, la aceeași cilindree, creșterea turației maxime datorită scăderii vitezei medii a pistonului, parametru care prezintă interes pentru motoarele de curse, creșterea performanței privind puterea fiind „plătită” de scăderea drastică a durabilității și fiabilității motorului. Tot în limbajul atelierelor, prin transformarea motorului ca „pătrat” (sau „superpătrat”) se înțelege de fapt majorarea alezajului (la motoarele unde acest lucru este posibil), ceea ce duce la sporirea puterii prin creșterea cilindreei. Folosirea unor pistoane majorate (conform noului alezaj) mărește forțele din bielă și din toate celelalte organe ale motorului, reducând și în acest caz durabilitatea și fiabilitatea lui.
La motorul cu pistoane duble (motoare Puch — nefabricându-se niciun motor de acest fel în România, limba română n-a simțit nevoia creării unui termen pentru el), unde doi cilindri au o cameră de ardere împreună, cilindreea totală este suma cilindreelor celor doi cilindri. Soluția, folosită la motociclete nu este însă optimă din punct de vedere al proceselor de ardere.
La mașinile de forță, a căror pistoane au tija prin piston (exemplu: locomotivă cu abur), este necesară scăderea volumului tijei din cel al cilindrului.
Există și alte forme ale spațiului de lucru al pistonului, de exemplu la motorul Wankel, motorul Kauertz, motorul toroidal etc. Prin extensie, la toate se folosește expresia „cilindree” conform definiției de la început.
Ca unități de măsură a cilindreei motoarelor se folosesc cm³, dm³ sau litrul.